# Видео о съёмках предвыборного ролика Михаила Добкина

Самый узнаваемый момент из видео

Видео о съёмках предвыборного ролика кандидата на пост городского головы Харькова Михаила Добкина было получено путём вырезки и монтажа наиболее неудачных или эпатажных фрагментов из дублей записи предвыборного ролика кандидата в городские головы Харькова Михаила Добкина в декабре 2005 года и его общения с Геннадием Кернесом, который в то время занимал должность секретаря горсовета и руководил процессом съёмки. Монтажёр видео до настоящего времени достоверно неизвестен, но по некоторым данным им является тогдашний харьковский бизнесмен Владислав Протас.
После размещения 27 сентября 2007 года в медиапространстве видео получило широкую известность, многомиллионные просмотры пользователями Интернет во всем мире, разошлось на цитаты и стало источником многочисленных мемов.

Согласно статистике YouTube на 28 сентября 2007 года, уже через 20 часов после размещения видео с городским головой Харькова Михаилом Добкиным входило в десятку самых популярных во всемирной сети. 
В январе 2008 года сайт «Городской дозор» на основе неизвестного источника опубликовал подборку сцен, не вошедших в первую часть.

## Создание

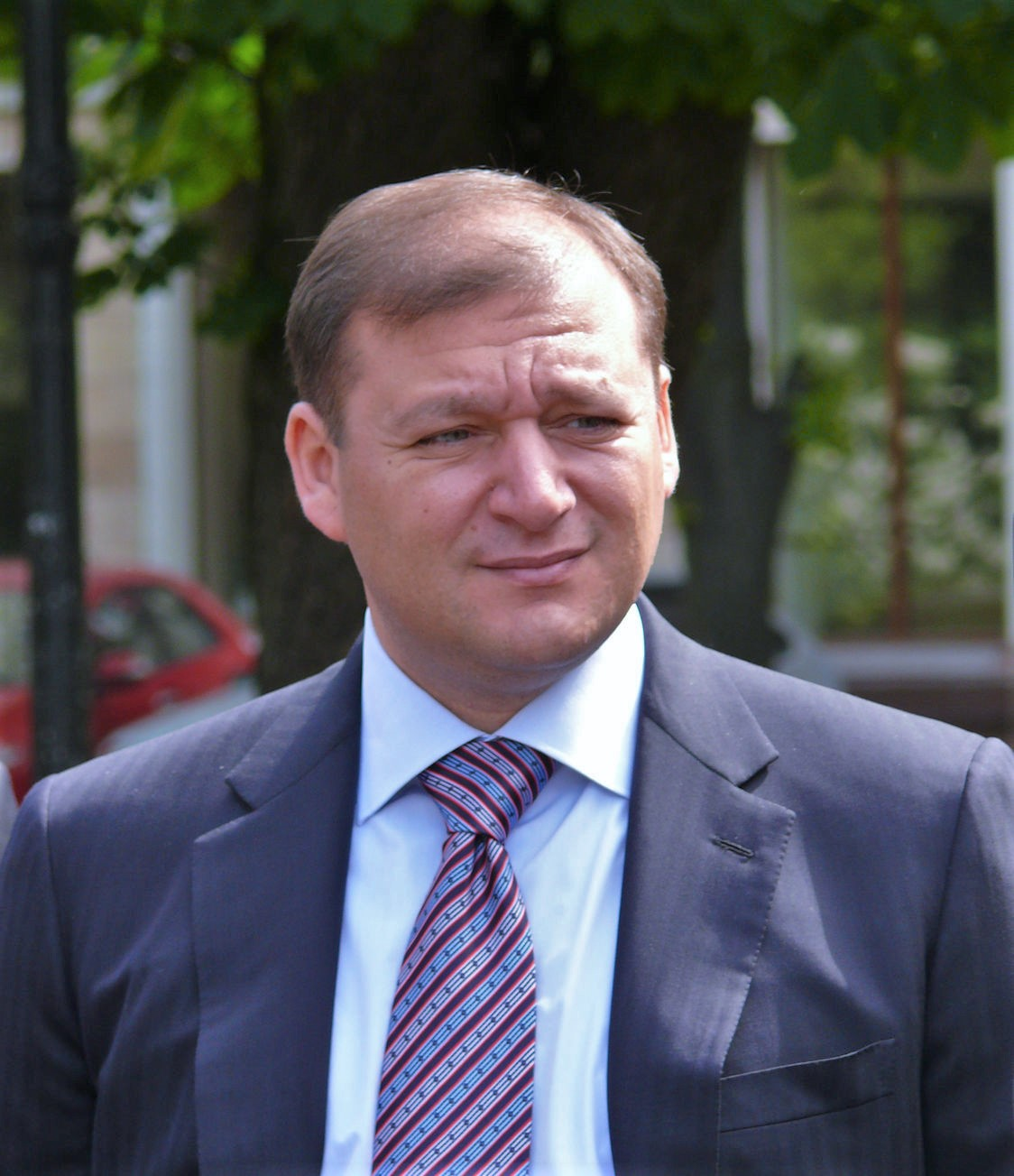
Михаил Добкин, в 2006 году — кандидат на должность городского головы Харькова, главный герой предвыборного ролика

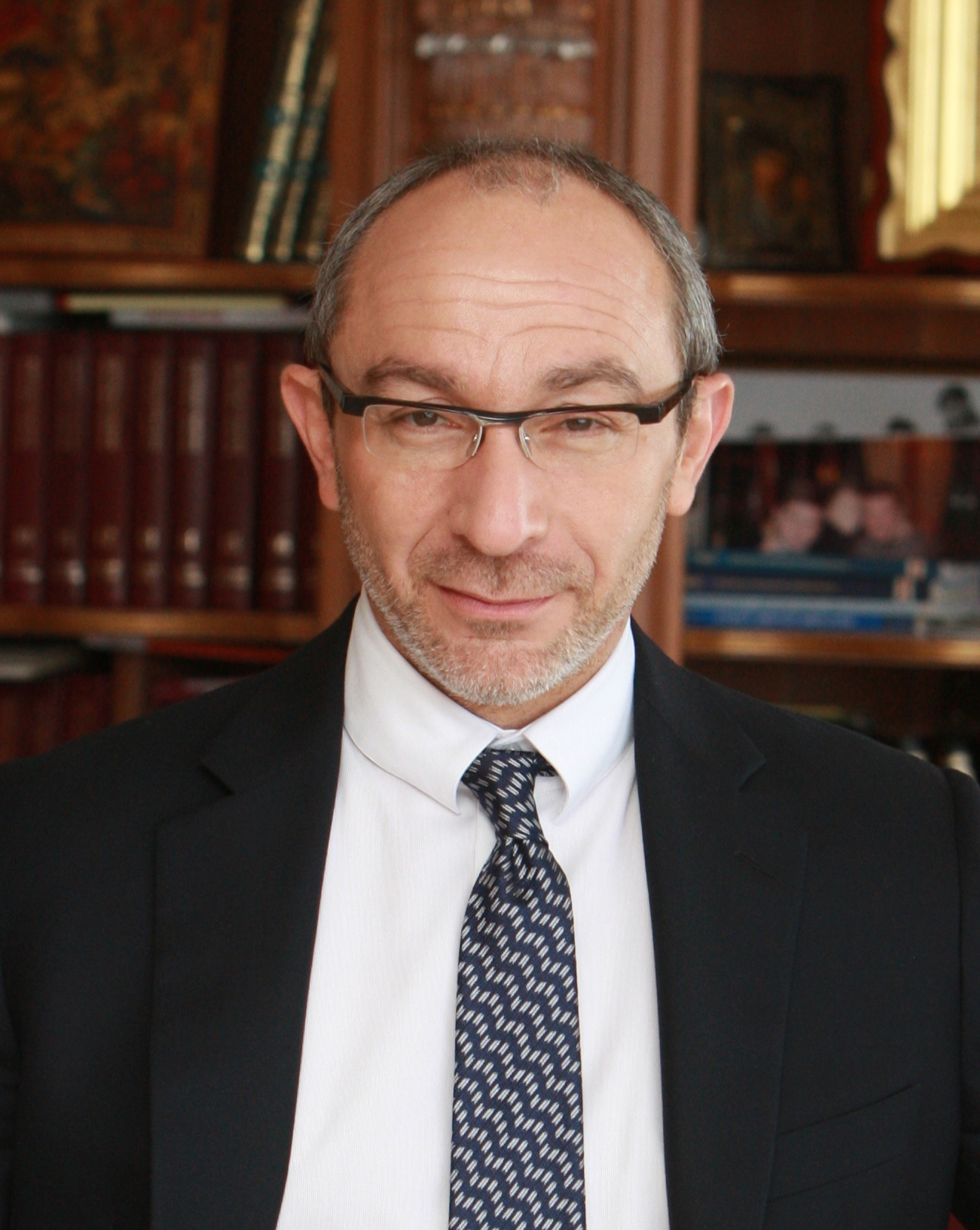
Геннадий Кернес, в 2006 году — помощник и PR-менеджер кандидата на городского голову, основной «голос за кадром»

### Предыстория
В декабре 2005 года кандидат в городские головы Харькова Михаил Добкин совместно со своим помощником Геннадием Кернесом, будущим секретарём харьковского городского совета, записывал предвыборное обращение к харьковчанам. Материалы данной записи предвыборного ролика остались на студии. На выборах 26 марта 2006 года Добкин одержал победу, одолев своего основного противника, Владимира Шумилкина.

### Появление ролика
Через полтора года из этих материалов был смонтирован видеоролик, который первоначально был показан на канале ФОРА в передаче Андрея Войцеховского «Трибуна-ТВ», на оппозиционном сайте «Городской дозор» (dozor.kharkov.ua), а затем выложен в свободный доступ в сеть Интернет на сервисе YouTube и фрагментами продемонстрирован на нескольких харьковских оппозиционных телеканалах (АТН и др.). Ролик был обнародован накануне перевыборов в Верховную Раду Украины, которые должны были состояться 30 сентября 2007 года. Уже в первый день после своего обнародования ролик получил громадную популярность у пользователей сети и зрителей. За первые сутки ролик на YouTube просмотрели около 120 тысяч человек, а всего по состоянию на 2024 год совершено более 7,7 млн просмотров.

## Вопрос об авторстве
Согласно комментариям Михаила Добкина, данный скандальный ролик является умело смонтированной «нарезкой» из разных эпизодов, а факт его появления в сети назвал происком провокаторов и политических конкурентов.
Позднее, в марте 2008 года Михаил Добкин в разговоре с журналистом Дмитрием Гордоном сообщил, что знает, кому может принадлежать авторство ролика. Далее Добкин сообщил, что несмотря на то, что он знает автора, никаких действий в его адрес предпринимать не намерен. До настоящего времени вопрос об авторстве ролика однозначно не решён.

## Развитие события

### Реакция в Партии регионов
Руководитель штаба Партии регионов Борис Колесников, комментируя появление в интернете видеороликов с участием Добкина и Кернеса, заявил, что руководство Партии регионов намерено проверить деятельность Михаила Добкина на посту городского головы Харькова. На вопрос журналистов, смеялся ли сам Колесников, когда смотрел этот ролик, он ответил: «Понятно, что смеялся, но компетентность харьковской власти не определяется роликом».

### Комментарии
По мнению портала vybory.org.ua, выраженному в октябре 2007 года, «герои» ролика Добкин и Кернес по уровню узнаваемости начали соперничать на пространстве СНГ с президентами.
В мае 2010 года городской голова Харькова Геннадий Кернес в эфире ТVi назвал данное видео «нормальной ситуацией»:

Я не хотел бы возвращаться в прошлое. Но коль вы спросили, как можно общаться между людьми, то я думаю, что в этом нет ничего зазорного, потому что это нормальная стандартная ситуация, которая остаётся за кадром.

Не всегда же вы выдаёте в эфир то, что происходит в этой студии. Может, здесь происходит что-то и хуже, чем то, что происходило в тех съёмках, которые стали в дальнейшем роликом.

### Скандалы вокруг ролика
Летом 2010 года в интернете появилась запись телефонного разговора бизнесмена Игоря Коломойского и Геннадия Кернеса, в котором Коломойский просил Кернеса подписать «бумажку», согласно которой 75 % доходов от размещения данного видео принадлежит Коломойскому, а 25 % Кернесу.

### Подражания
Городской голова г. Сумы Геннадий Минаев, допустивший оговорку в выражении «подпись здесь», видеоролик с которой также был размещён в интернете и пользовался большой популярностью весной 2011 года, активно соревновался с популярностью ролика Добкина и Кернеса и комментировал процесс этого соревнования. Он заявил, что обогнал по количеству просмотров видео с Добкиным, однако на самом деле он обогнал только по динамике прироста просмотров. На момент заявления количество просмотров составляло 0,5 млн, тогда как у ролика Добкина и Кернеса было к тому времени уже более 2 млн просмотров.

## Юмористические пародии
- Андрей Молочный и Антон Лирник (Comedy Club Украина) в 2009 году выпустили пародию на видео о съёмках предвыборного ролика М. Добкина[20].
- Юмористическая телепередача «Большая разница по-украински» в 2009 году изобразила новогоднее обращение М. Добкина к харьковчанам в стиле видео с роликом предвыборного обращением Добкина[21], а в 2011 году изобразила участников ролика Добкина и Кернеса в качестве основных героев пародии «Mortal Kombat vs Верховна Рада», где Добкин дерётся с Лю Кангом под комментарии Кернеса, аналогичные комментариям предвыборного ролика[22].
- В кинофильме «День выборов 2», вышедшем в прокат в 2016 году, эпизод с телевизионной съёмкой кандидата в губернаторы Виктора Балашова является пародией на видео о съёмках ролика Добкина[23].

## В кинодокументалистике
Никита Михалков в своём фильме «Русский философ Иван Ильин» (февраль, 2012) использовал образ Михаила Добкина, записывающего данный ролик-обращение к избирателям, для доказательства ущербности демократических выборов руководителей органов местной власти. Авторский текст гласит: «А что, у нас избирались в России по-другому? Что, у нас такие Миши со своими пиарщиками не приходили к власти вот таким же образом? С вешанием вот такой вот лапши на уши?»
В ответ Добкин опубликовал открытое письмо к Никите Михалкову, где заявил: «Уважаемый Никита Сергеевич! Будучи давним почитателем Вашего таланта, был очень удивлён личным вниманием к моей персоне. Не скрываю — не ожидал, что Вы так высоко оцените мои скромные возможности влияния на выбор Ваших соотечественников».

## Крылатые фразы, появившиеся после ролика
После появления ролика в Интернете и на телевидении ряд высказываний из него превратился в крылатые фразы.

### Фразы Добкина
- «Немножко текст по-дэбильному написан»,[27][28][29] трансформировавшаяся позже в популярный устойчивый мем «по-дэбильному»[30]
- «Тексты пишите нормальные. Пишете херню какую-то»[27]
- «Геша, ты как попугай откуда-то вещаешь»[31]

### Фразы Кернеса
- «Миша, скажи, чё ты такой умный? Ты читай то, шо тебе дали! Токо с выражением, и всё, блядь…»[32]
- «Чё ты сказал — „жилые дома“, и начал чвякать-хуякать!!»
- «Миша, всё переписываем, у тебя скучное лицо, тебе никто денег не даст»[27][33]
- «Давай по новой, Миша, всё хуйня!», впоследствии также ставшая популярным мемом.